# Ugoszcz (Studzienice)
Ugoszcz (deutsch Bernsdorf) ist ein Dorf im Powiat Bytowski (Bütower Kreis) der polnischen Woiwodschaft Pommern. Es gehört zur Landgemeinde Studzienice. Der Ort ist Sitz eines Schulzenamtes.

## Geographische Lage
Das Kirchdorf liegt in Hinterpommern, etwa fünf Kilometer südöstlich der Stadt Bütow, 30 Kilometer östlich der Stadt Miastko (Rummelsburg) und fünf Kilometer nordwestlich von Studzienice (Stüdnitz). 

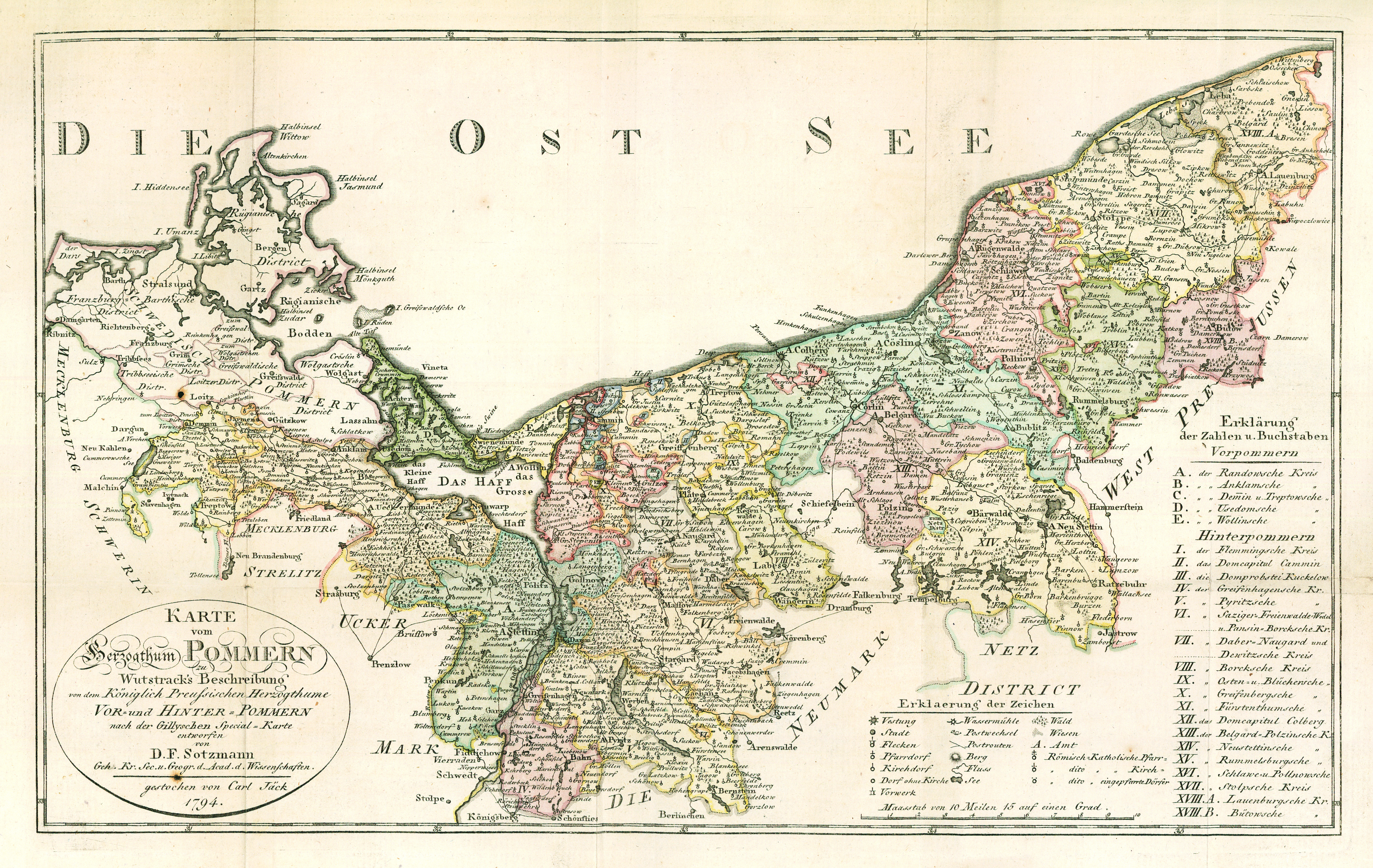
Bernsdorf, südöstlich der Stadt Bütow, auf einer Landkarte von 1794

Bernsdorf südöstlich von Bütow (rechte Bildhälfte) und nordwestlich des Dorfs Stüdnitz auf einer Landkarte von 1910.

## Geschichte

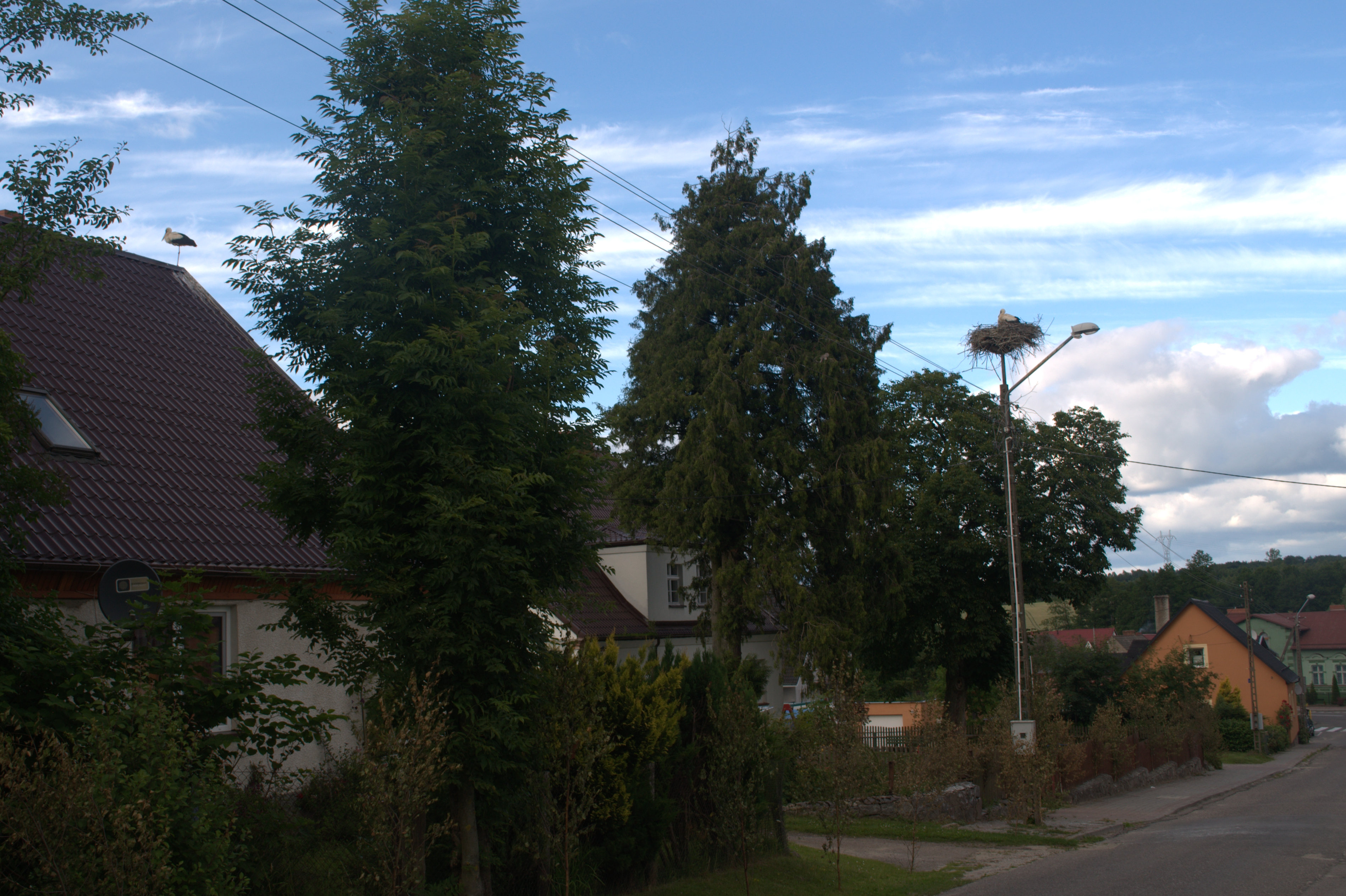
Dorfstraße (2014), mit einem Storchennest auf einem Lichtmast und einem Weißstorch auf dem Dachfirst

Das Dorf Bernsdorf wird in einer Urkunde vom 3. Februar 1350 namentlich erwähnt. In einer weiteren Urkunde vom 10. August 1358 verleiht Nikolaus von der Frantz, Hauskomtur des Deutschen Ordens zu Bütow, seinem getreuen Bernhard das Dorf Bernsdorf mit dessen 46 Hufen. In der Urkunde kommen auch ein Pfarrer und eine Gaststätte vor. 1372 wird in einer weiteren Handfeste eine Mühle genannt. 1387 ist von dem Dorf mit Mühle und Gasthof die Rede. 1438 hat das Dorf 36 Zinshufen, einen Schulzen, eine Mühle und eine Gastwirtschaft. 1560 gab es in Bernsdorf außer dem Schulzen 16 Bauern, sechs Kätner, einen Müller und einen Gastwirt. Bis 1572 sank die Anzahl der zinspflichtigen Hufen des Dorfs auf 32. Im Jahr 1596 gab es in Bernsdorf zwei Schulzen, 18 Bauern, acht Kätner, einen Müller und einen Gastwirt.
Während des Dreißigjährigen Kriegs wurde das Amtsdorf Bernsdorf stark durch Brandschatzungen und Requirierungen in Mitleidenschaft gezogen. 1658 gab es in dem Dorf nur noch zwei Halbschulzen, drei Bauern, fünf Kätner und den Müller. Besonders die schwedische Besatzung auf der Burg Bütow zwang die Verwaltung der Stadt, sie zu ernähren; die Stadtverwaltung sah sich deshalb genötigt, auf die landwirtschaftlichen Betriebe der umliegenden Amtsdörfer zurückzugreifen. Im Zeitraum 1560 bis 1561 sank die Anzahl der in Bernsdorf ansässigen Familien von 25 auf elf. Nach Kriegsende erholte sich das Dorf allmählich. Im Jahr 1687 gab es wieder zwei Schulzen, sieben Bauern, drei Kätner, einen Müller und einen Gastwirt.
1730 brannte die Mühle ab. Im Jahr 1750 hatte Bernsdorf etwa 250 Einwohner und es lebten dort 52 Familien. Zur Regierungszeit Friedrichs des Großen wurden politische Maßnahmen zur Wiederbelebung der Volkswirtschaft insbesondere in Hinterpommern ergriffen. Im Rahmen einer derartigen Kampagne wurden im Jahr 1763 sieben Familien aus Bernsdorf in andere Dörfer des Kreises Bütow umgesiedelt und dafür 18 aus Demlin in Westpreußen stammende Familien in Bernsdorf angesiedelt.
Um 1782 gab es in der Ortschaft 18 Bauern, unter denen sich zwei Freischulzen und ein Gastwirt befanden, einen Schmied, ein römisch-katholisches Pfarrhaus mit zugehöriger Landwirtschaft (Parochie), auf deren Gelände zwei Familien lebten, einen lutherischen Schulmeister, einen Unterförster und insgesamt 36 Haushaltungen.
Im Jahr 1855 wurden in Bernsdorf 755 Einwohner gezählt, die auf 160 Familien verteilt waren. Um diese Zeit sprachen in dem Ort nur einige alte Leute kaschubisch.
Die Feldmark von Bernsdorf weist im tieferen Untergrund einen Bernstein und Braunkohle führenden Schluffmergel auf. Wie aus der Dorfchronik hervorgeht, wurde die Bernsteingräberei im Jahr 1771 verpachtet. Im Jahr 1865 wurde die einst ergiebige Bernsteingräberei aufgegeben, weil der Bernstein nur noch in Tiefen von über 30 Metern gefunden wurde und der Abbau mit den bis dahin angewandten primitiven Förderungsmethoden nicht mehr lohnte.
Durch einen am 30. März und 3. Mai 1859 zwischen dem früheren Lehensschulzen Caspar Diedrich zu Bernsdorf und der Oberförsterei Zerrin abgeschlossenen Tauschvertrag, der zwei je 17 Morgen und 96 Quadratruten große Parzellen betraf, änderte sich der Grenzverlauf zwischen den Gemeinden Bernsdorf und Zerrin.
Nach einem vorübergehenden Bevölkerungsrückgang in der zweiten Hälfte des 19. Jahrhunderts wurden im Jahr 1925 in der Gemeinde Bernsdorf 829 Einwohner gezählt, die in 171 Haushaltungen lebten.
1930 wurde eine polnische Schule eröffnet.
Die 19,8 km² große Gemeindefläche beherbergte insgesamt drei Wohnplätze:
- Bernsdorf
- Forsthaus Grünhof
- Waldarbeitergehöft Abbau Stüdnitz

Hauptwohnort war Bernsdorf. In der Gemeinde standen insgesamt 104 Wohngebäude. Um 1935 hatte Bernsdorf unter anderem zwei Gasthöfe, ein Elektrizitätswerk, eine Mühle, zwei Schmieden, einen Tischlerei und eine Ziegelei.
Bis 1945 bildete Bernsdorf eine Landgemeinde im  Landkreis Bütow im Regierungsbezirk Köslin der preußischen Provinz Pommern des Deutschen Reichs. Bernsdorf war dem Amtsbezirk Gersdorf zugeordnet.
Gegen Ende des Zweiten Weltkriegs wurde Bernsdorf Anfang März 1945 von der Roten Armee besetzt. Bald darauf wurde Bernsdorf zusammen mit Hinterpommern von der Sowjetunion der Volksrepublik Polen zur Verwaltung überlassen. Anschließend kamen Polen in das Dorf, von denen die einheimischen Dorfbewohner aus ihren Häusern und Wohnungen gedrängt wurden. Für Bernsdorf wurde die polonisierte Ortsbezeichnung ‚Ugoszcz' eingeführt. In  der Folgezeit wurden die allermeisten einheimischen Dorfbewohner von der polnischen Administration aus Bernsdorf vertrieben.
Bis 1975 gehörte das Dorf zur Woiwodschaft Słupsk. Es hat heute etwa 740 Einwohner.

## Kirche

### Kirchspiel bis 1945
Die vor 1945 in Bernsdorf anwesenden Dorfbewohner gehörten mehrheitlich der evangelischen Konfession an.  Unter den 829 Einwohnern des Jahres 1925 befanden sich 600 Protestanten, 220 Katholiken und ein Jude.
Bernsdorf war Sitz eines evangelischen Pfarramts (der Landeskirche). In das für Protestanten zuständige evangelische Kirchspiel von Bernsdorf eingepfarrt waren die Gemeinden Gröbenzin und Reckow.
Bernsdorf war auch Sitz eines katholischen Pfarramts. Eingepfarrt in das katholische Kirchspiel von Bernsdorf waren die Gemeinden Gröbenzin, Klonschen, Lonken, Polschen, Adolfsheide, Rudolfswalde, Sommin, Sonnenwalde und Stüdnitz.
Die katholische Pfarrkirche, die auf einer Anhöhe steht, ist ein rechteckiger Fachwerkbau von 1822 mit quadratischen Gefachen. Die Kirche, die 1910/12 restauriert wurde, hat einen eingelassenen verschalten Fachwerkturm.

### Polnisches Kirchspiel seit 1945
Die seit 1945 und Vertreibung der einheimischen Dorfbewohner anwesende polnische Einwohnerschaft ist überwiegend katholisch. Das polnische katholische Kirchspiel ist im Ort.

## Verkehr
Durch die Ortschaft führt die Landstraße Miastko (Rummelsburg) – Danzig.

## Söhne und Töchter des Ortes
- Martin Löschmann (* 1935), deutscher Germanist und Hochschullehrer